# Ваддай (Лівія)
Ваддай — оаза та місто пустелі Сахара в північно-східному регіоні Феццане на південному заході Лівії. Знаходиться в районі Ель-Джуфра.
Є найстарішим містом в Ель-Джуфра, воно розташоване за 230 км (140 миль) на південь від Сирта і 19 км (12 миль) на північний схід від міста Хун. Місто знаходиться на перетині важливих доріг.
Природні джерела підтримують гаї фінікових пальм (фінік їстівний).
Під час лівійської громадянської війни, сили НАТО бомбили склад боєприпасів в місті. 8 вересня 2011 року місто було захоплене Національною перехідною радою.